# Zornia
Zornia é um género botânico pertencente à família Fabaceae.

Apresenta cerca de 10% de proteína bruta. Originada na América do Sul.